# ویرایش یازدهم دانشنامه بریتانیکا

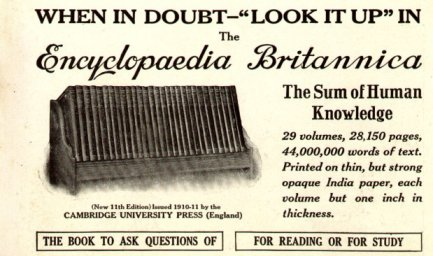
آگهی دانشنامهٔ بریتانیکا نسخهٔ ۱۹۱۱ در مجلهٔ نشنال جئوگرافیک، مه ۱۹۱۳

ویرایش یازدهم دانشنامه بریتانیکا (چاپ ۱۹۱۰–۱۹۱۱) یک دانشنامه ۲۹ جلدی با حدود ۴۰ هزار مقاله به زبان انگلیسی و احتمالاً معروف‌ترین چاپ دانشنامه بریتانیکا است. بسیاری از مقالات این ویرایش بریتانیکا توسط معتبرترین دانشمندان در رشته خود نوشته شده‌اند.
تعداد زیادی از مقالات این دانشنامه از ویرایش نهم دانشنامه بریتانیکا اقتباس شدند. برخی با اندکی به‌روز رسانی و تعدادی از مقالات بسیار طولانی نیز به مقالات کوچک‌تری تقسیم شدند. البته بیشتر آن‌ها کاملاً بازنویسی و اصلاح شدند.
این ویرایش بریتانیکا برای اولین بار با مشارکت تعداد زیادی از دانشگاهیان آمریکایی و نیز داشتن تعداد زیادی بانوی نویسنده تهیه شد. حدود ۱۱٪ نویسندگان آمریکایی و ۳۴ نویسنده نیز زن بودند.
بریتانیکا ۱۹۱۱ نخستین چاپ این دانشنامه بود که به‌طور یک‌جا منتشر شد. همچنین نخستین ویرایشی بود که شامل یک جلد راهنمای مفصل برای فهرست کردن مطالب بود. این چاپ دانشنامه برای اولین بار زندگینامه افراد زنده را نیز شامل می‌شد و سرآغاز گذار از مقالات طولانی و کتاب‌مانند به مقالات کوتاه و مختصر بود.
| موضوع              | مقدار |
| ------------------ | ----- |
| جغرافیا            | ۲۹٪   |
| علوم محض و کاربردی | ۱۷٪   |
| تاریخ              | ۱۷٪   |
| ادبیات             | ۱۱٪   |
| هنرهای زیبا        | ۹٪    |
| علوم اجتماعی       | ۷٪    |
| روان‌شناسی          | ۱٫۷٪  |
| فلسفه              | ۰٫۸٪  |